# David Jonathans
David Jonathans, né le 26 janvier 2004, est un footballeur international luxembourgeois qui évolue au poste d'ailier au Bayern Munich.

## Biographie

### Carrière en club
Né aux Pays-Bas d’origine indonésienne et néerlandaise, mais arrivé au Luxembourg à seulement 5 ans, David Jonathans est formé dans son pays d'adopotion, au Swift Hesperange, avant d'arriver au Bayern Munich en avril 2020, où il commence par jouer avec les moins de 19 ans puis l'équipe réserve. Il joue son premier match avec le Bayern Munich II le 17 mai 2023.

### Carrière en sélection
En mai 2023, David Jonathans est convoqué pour la première fois avec l'équipe nationale du Luxembourg,,. Il honore sa première sélection le 9 juin 2023, lors d'un match amical contre Malte, qui se termine par une défaite 1-0,.